# Liste der Monuments historiques in Curciat-Dongalon
Die Liste der Monuments historiques in Curciat-Dongalon führt die Monuments historiques in der französischen Gemeinde Curciat-Dongalon auf.

## Liste der Bauwerke
| Bezeichnung        | Beschreibung | Standort | Kennzeichnung | Schutzstatus | Datum | Bild           |
| ------------------ | ------------ | -------- | ------------- | ------------ | ----- | -------------- |
| Herrenhaus Malmont |              | (Lage)   | PA00116606    | Inscrit      | 1990  | weitere Bilder |

## Liste der Objekte
- Monuments historiques (Objekte) in Curciat-Dongalon in der Base Palissy des französischen Kultusministeriums